# ダリウスの風
『ダリウスの風』（ダリウスのかぜ）は作画グループによる日本の漫画。グループ会員による合作作品で、1977年（昭和52年）に小学館の『週刊少女コミック』11号から15号にかけて連載された。
週刊少女コミック編集部からの依頼で執筆された『失われた伝説』がスケジュールの遅延によって掲載見送りとなったのち、編集部からの再度の依頼で制作されたのが本作である。ページ数が従来の合作での120ページ前後から200ページに増えたのに加えて、掲載号なども事前に決まった状態で制作が開始された。なお、これまでの合作での主要メンバーであったさとうひとみと神坂智子はそれぞれ集英社と白泉社で専属契約を結んだプロ漫画家となっていたため、本作にはそれぞれ「最仁美」「佐伯ちえこ」のペンネームを使って参加している。

## あらすじ
人口増により出産にも許可が必要になった未来。生まれてきた神坂の子は女の双子だった。1人分の出産許可しか無い以上、1人は生まれてこなかったものとして「処理」されるはずだったが、神坂は友人の真田博士に娘の1人・麻紀を託すことに。許可証が間に合わず2年前に妻子を失っていた真田だが、その際の許可証はまだ有効だったのだ。真田は翌年に地球から30光年離れた植民星・ダリウスへ向かい、17年が過ぎた。
双子の1人・詩織は父の部下であるルソー少佐と交際する平穏な生活を送っていた。一方、ダリウスでは地球政府による圧政に住民は苦しめられており、父の助手・ヴァンとその様子を目撃した麻紀は苦悩する。交渉でダリウスの状況を改善すべく地球に向かった真田だったが、ルソー率いる地球軍の戦艦ヴァルハラの攻撃により殺害された。詩織の前では善人を装っていたルソーだったが、自身の野望のためには手段を選ばない人物だったのだ。
父を失った悲しみの中、ダリウスでも一般市民から迫害されていた高地族と遭遇した麻紀は、彼らの協力を得てダリウス独立運動に参加。やがてそのリーダーとなって戦いに身を投じた。戦闘で重傷を負ったヴァンは地球軍に拘束されるが記憶を失っており、神坂によって保護されて詩織と出会う。紆余曲折を経てルソーによる真田博士殺害が神坂の知るところとなり、戦争は終結へと向かう。

## スタッフ
- 監督 - ばばよしあき
- 原作・演出 - 聖悠紀
- 脚本 - 神坂智子
- 衣装デザイン - 後藤静香
- 監修 - みなもと太郎

### キャスト
- 麻紀 - 聖悠紀
- 詩織 - さとうひとみ
- 神坂将軍 - 神坂智子
- ヴァン - 志水圭
- 真田博士 - なかがわとむ
- ルソー少佐 - 聖悠紀
- おハナ - 小橋もと子
- 将軍 - 高崎良
- ミセス・サイモン - 神坂智子
- 高地族長 - さとうひとみ
- 高地族部下 - 高崎良・佐野みはる・みなもと太郎・小橋もと子・深沢みどり
- 医師 - みなもと太郎
- 群集 - 高崎良・小橋もと子
- 兵士 - 八木智芳・高崎良

### 効果
- 松原ふみ子
- 佐野みはる
- 小西誠
- 大塚多恵子
- 桂木新
- 小松久乃
- 川原崎由夫
- 八木智芳
- 高崎良
- 於久作
- 中島昌利
- かぶと虫太郎
- 竹内貴代美

## 書誌情報
1979年（昭和54年）に新書館ペーパームーンコミックスから、また、1989年（平成元年）にはSG企画から作画グループの「合作大全集3」として刊行された。2016年（平成28年）1月にはゴマブックス経由で電子書籍として配信されている。
- 『ダリウスの風』1979年11月25日、新書館ペーパームーンコミックス
- 『ダリウスの風』1989年1月10日、SAKUGA GROUPシリーズ 合作大全集3